# Paul Himmel
Paul Himmel (* April 1914 in New Haven (Connecticut), Connecticut; † 8. Februar 2009) ist einer der bedeutenden Fotografen aus der frühen Ära der amerikanischen Fotografie. Seine Schwerpunkte waren Modefotografie und Dokumentarfotografie.

## Leben und Werk
1923 lernte Paul Himmel Lillian Bassman kennen, die er 1935 heiratete. Bereits 1931 begann Himmel autodidaktisch mit der Fotografie. Zunächst absolvierte er jedoch eine akademische Ausbildung. Nach dem Studium der Naturwissenschaften und Biologie nahm er seine Lehrtätigkeit an der Benjamin Franklin High School in East Harlem auf. Im Sommer 1945 begann er als Fotografen-Assistent in den New Yorker Vogue-Studios zu arbeiten und beendete seine Lehrtätigkeit vorerst. Noch im selben Jahr begann er professionell zu arbeiten. Erste Aufträge als Modefotograf erhielt er von Vogue, Harper’s Bazaar und später anderen Magazinen.
Sein Werk ist geprägt durch große Experimentierfreude. Paul Himmel erforschte immer neue Aufnahmetechniken und überschritt die bisher bekannten Regeln und Grenzen der Fotografie. Er experimentierte vor allem mit langen Verschlusszeiten und Bewegung. Seine Aufnahmen vom New York City Ballet, entstanden in den 1950er Jahren, halten die Bewegung nicht in Standbildern („eingefrorene“ Bewegung), sondern in Bewegungsstudien fest. Paul Himmel entwickelte seine Fotografie so sehr zur Kunstfotografie, dass er keine kommerziellen Auftraggeber mehr finden konnte und beendete seine fotografische Karriere bereits 1969. Danach arbeitete er als Psychotherapeut.

## Ausstellungen
- "The Family of Man", (1955 im Museum of Modern Art) war eine der ersten Ausstellungen, durch die Himmel bekannt wurde.
- Howard Greenberg Gallery und James Danziger Gallery, New York City, 1996.
- Die erste gemeinsame Retrospektive mit seinen und den Werken seiner Ehefrau Lillian Bassman wurde gezeigt vom 27. November 2009 bis 28. Februar 2010 in den Deichtorhallen, Hamburg.
- 2012: Zwei Leben für die Fotografie-Lilian Bassman und Paul Himmel. Grassi Museum für Angewandte Kunst, Leipzig, Katalog.